# Paradoxostoma variabile
Paradoxostoma variabile is een mosselkreeftjessoort uit de familie van de Paradoxostomatidae. De wetenschappelijke naam van de soort is voor het eerst geldig gepubliceerd in 1835 door Baird.